# Conflit du bois d'œuvre

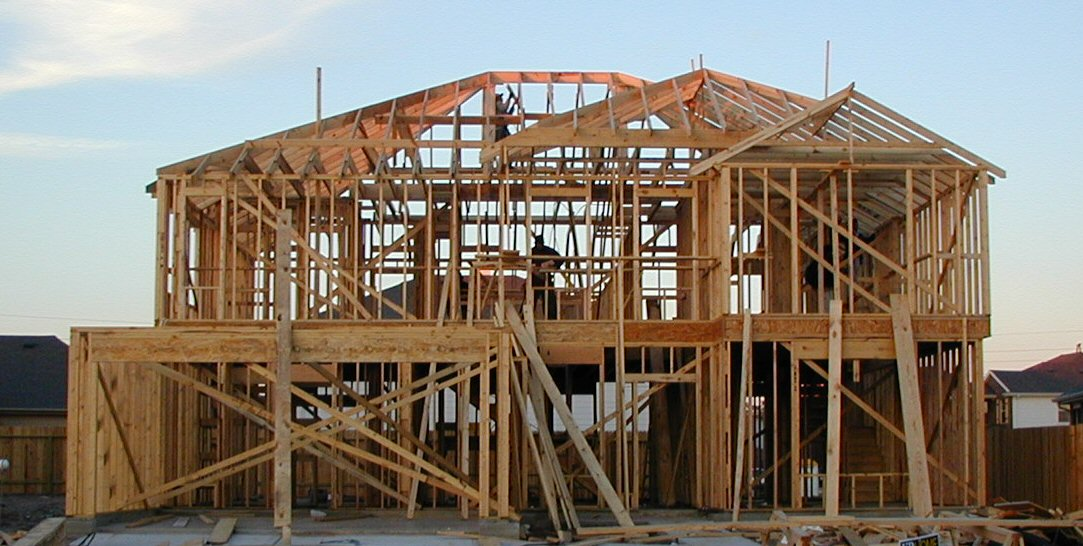
Le bois d'œuvre est principalement utilisé dans l'industrie de la construction.

Le conflit du bois d'œuvre est un différend à la fois politique et commercial qui oppose le Canada aux États-Unis sur le prix du bois d'œuvre produit au Canada et vendu aux États-Unis. Pour l'administration américaine, qui se rend aux arguments avancés par sa propre industrie, le Canada et ses provinces subventionneraient trop fortement l'industrie du bois d'œuvre en octroyant aux compagnies forestières des droits de coupe trop bas. Cette « subvention déguisée » favoriserait le dumping et porterait préjudice à l'industrie du bois d'œuvre américaine.
Les pays en cause ont signé en juillet 2006 un accord jusqu'en 2013, mettant temporairement fin à la quatrième ronde (2001-06) d'un conflit qui perdure, dans les faits, depuis 1981. Cependant, chaque partie peut mettre fin aux termes de l'accord 24 mois après la signature.

## Description
Le bois d'œuvre est le bois utilisé dans les constructions. L'industrie canadienne du bois d'œuvre produit plusieurs milliards de pieds-planche (MPP) par année, son marché principal se situe aux États-Unis. Bien que ce pays soit capable de répondre à la demande intérieure, sa politique des prix favorise l'industrie canadienne. Dans le cadre de la fédération canadienne, la gestion du bois d'œuvre est de compétence provinciale. Le Canada a cependant un droit de regard sur les exportations.

## Mécanisme entraînant l'instauration de droits compensateurs
Lorsqu'une pétition est déposée par l'industrie américaine du bois d'œuvre devant le Department of Commerce(DOC), elle suit deux chemins : celui de l'International Trade Commission(ITC), qui relève du Congrès, et celui de l'International Trade Administration(ITA), qui relève directement du DOC. Tandis que l'ITA se prononce sur l'existence (ou l'absence) de subvention qu'une industrie étrangère reçoit de la part de son gouvernement, l'ITC statue sur les dommages causés à l'industrie américaine par ladite subvention. Pour que des droits compensateurs soient imposés sur les importations de bois d'œuvre canadien, les deux agences doivent rendre un verdict positif.
Il est à noter que des droits antidumping peuvent également être instaurés par l'administration américaine, mais que l'instauration ou non de ces droits ne repose pas sur l'apparence d'interventionnisme du gouvernement canadien. Une enquête visant à déterminer la présence de dumping s'attarde exclusivement aux pratiques commerciales des entreprises concernées.

### Critère permettant d'établir l'existence d'une subvention
Le 27 juin 1983, lorsque l'ITA est forcée de revoir sa décision sur le noir de carbone importé du Mexique, elle ajoute un supplément méthodologique à la fin de son second rapport. Connue sous le nom de Preferentiality Appendix, cette annexe se résume à une série de quatre tests devant être utilisés pour évaluer le caractère préférentiel d'une subvention. Une action gouvernementale est jugée préférentielle si elle confère à une industrie donnée un avantage comparatif.

## Historique

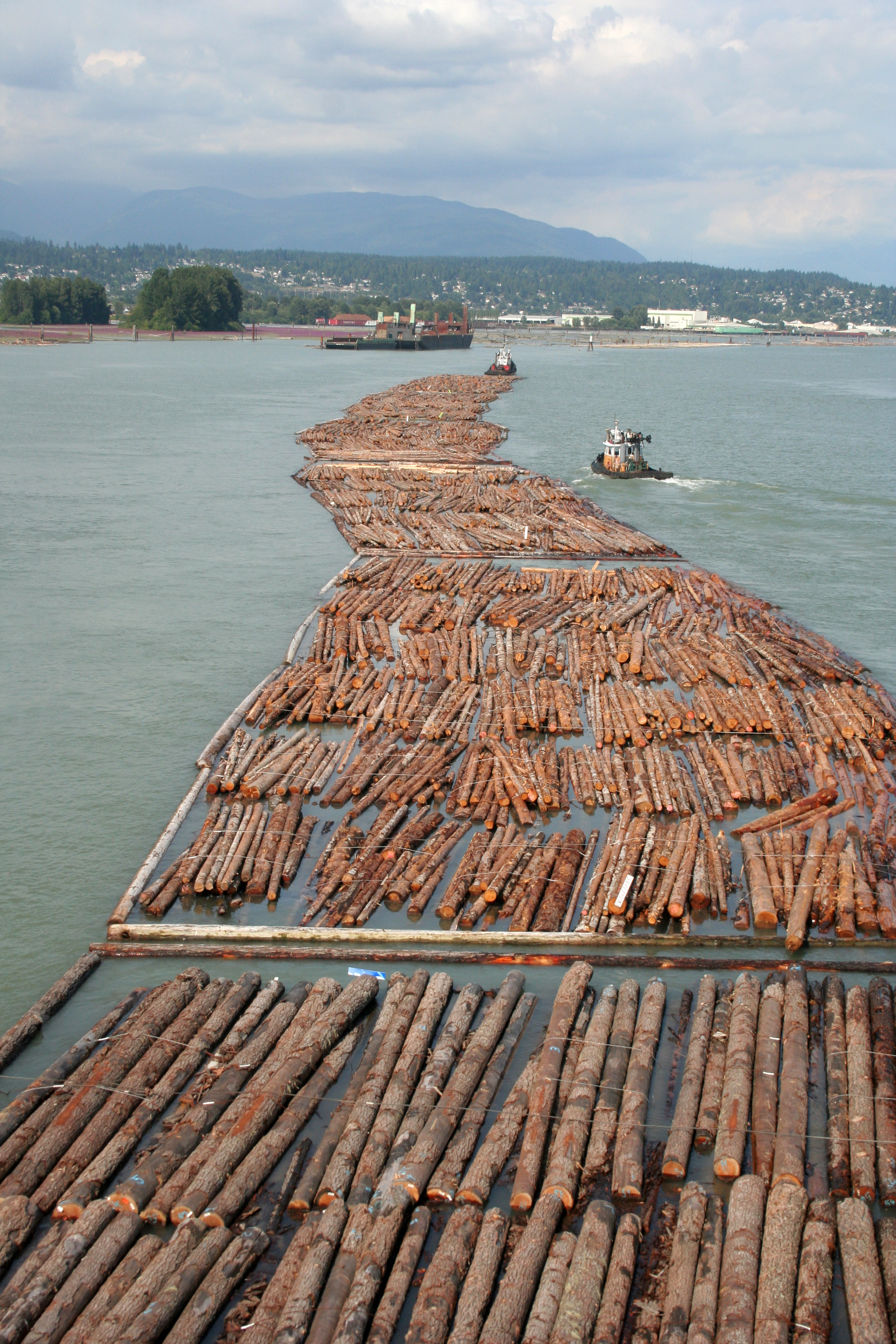
Le flottage du bois, autrement connu au Canada sous le nom de drave.

Loin de se limiter aux XXe et XXIe siècles, le commerce du bois d'œuvre entre le Canada et les États-Unis remonte aussi loin qu'à l'époque de la Nouvelle-France. Avant même que l'histoire ne confère aux deux États les noms et frontières qui leur reviennent aujourd'hui, des billes de bois transitaient déjà par le lac Champlain. En 1744, lorsque la guerre éclate entre les deux puissances coloniales, le commerce cesse pour ne reprendre qu'au lendemain de la guerre d'Indépendance américaine. Mais déjà, la production s'est déplacée vers l'Europe où, jusqu'au milieu du XIXe siècle, elle sert à alimenter la construction navale en Grande-Bretagne. Destiné à l'élargissement de la flotte britannique, le commerce du bois carré détrône rapidement celui de la traite des fourrures, comme staple (article de base) de l'économie canadienne.
Toutefois, avec l'abolition des tarifs préférentiels à Westminster et l'implantation du Traité de réciprocité de 1854, les États-Unis ont tôt fait de redevenir le principal importateur ; au sud, l'économie est florissante et le développement accéléré des zones urbaines nécessite un apport constant en matériaux.
Si la guerre de Sécession représente un intermède difficile pour l'industrie canadienne, c'est avec la dépression des années 1930 que les États-Unis ferment pour la première fois leur marché au bois d'œuvre canadien. De 1932 à 1935, l'administration américaine multiplie par quatre le tarif protecteur imposé à la suite du krach de Wall Street, forçant ainsi les entreprises canadiennes à exporter davantage vers l'ancienne métropole à qui elles réservent, à leur tour, des prix préférentiels.
Tandis que le Traité de réciprocité de 1935 redonne aux importations leur cours normal, la fin de la Seconde guerre mondiale, elle, pave la voie au conflit tel que nous le connaissons aujourd'hui. Dans la période d'après-guerre, lorsque la pénétration du marché américain par l'industrie canadienne triple, passant de 4 % à 14 % en l'espace de quinze ans, les producteurs américains forcent la main au président Kennedy. La mise sur pied d'un plan d'assistance annonce déjà, en 1962, les mesures protectionnistes qui reviendront lors des litiges subséquents. Imposition de quotas par la voie de négociations, restriction volontaire de ses exportations par le Canada, actions unilatérales de la part de Washington, toutes ces propositions rappellent les solutions ayant marqué l'histoire récente du conflit. Et par ailleurs en 1963, lorsque la Commission sur les tarifs (ancêtre de l'ITC) conclut que les importations de bois d'œuvre ne portent pas préjudice à l'industrie américaine, on ne peut faire autrement que de penser au scénario de 1983.

### Première ronde: 1982-83
Puisque l'industrie canadienne ne cause pas de dommages aux producteurs américains, il ne leur reste qu'à démontrer qu'elle constitue, à long terme, une menace pour leur survie. Pour ce faire, ils s'attaquent dès lors au caractère « déloyal » des pratiques canadiennes. Le 7 octobre 1982, un regroupement d'entreprises américaines dépose une requête en ce sens devant le département du Commerce américain (DOC). La Coalition for Fair Canadian Lumber Imports (maintenant CFLI) s'appuie sur la loi américaine sur les droits compensateurs afin d'exiger que le Canada cesse de « subventionner » le bois d'œuvre par l'entremise de droits de coupe démesurément bas. Profitant de la récession du début de la décennie, l'industrie américaine croit bien, cette fois, s'en tirer à bon compte. Et pourtant quelques mois plus tard, malgré l'appui de l'ITC, la coalition essuie un deuxième refus.
Le 31 mai 1983, l'International Trade Administration (ITA) rend sa décision finale : le bois d'œuvre canadien n'est pas subventionné. Pour qu'il y ait subvention, il faut qu'un produit soit vendu à taux préférentiel à un groupe d'industries spécifique. Or, selon le jugement rendu par l'ITA, les droits de coupe, au Canada, ne favorisent pas une industrie au détriment d'une autre :
[The ITA] found that stumpage fees paid to Canadian provincial governments were not specific to any particular "group of industries." The ITA argued that because pulp and paper companies as well as furniture manufacturers could obtain these licenses, there was no reason to believe that these programs were established to serve only the forest products industry.
De plus, si les droits de coupe représentent une subvention accordée à l'ensemble de l'industrie forestière, ils ne peuvent, de l'aveu de l'ITA, donner lieu à des représailles :
We determine that subsidies are being provided to manufacturers, producers, or exporters in Canada (…) The total estimated net subsidy for each product under investigation, however, is de minimis, and therefore our determinations are negative.
Devant un refus aussi catégorique, d'aucuns crurent la CFCLI discréditée pour de bon. C'était sans compter sur  la décision d'une cour fédérale qui, en cours de route, allait changer les règles du jeu. Le noir de carbone - carbon black - importé du Mexique venait de passer entre les mailles du filet lorsque l'ITA fut déboutée par le pouvoir judiciaire. Accusée de mal interpréter les lois commerciales américaines, l'International Trade Administration change alors ses méthodes d'évaluation. Une série de nouveaux tests est désormais utilisée pour juger de la préférence accordée par un gouvernement étranger à une industrie particulière. Galvanisée par cette nouvelle procédure, l'industrie américaine, qui s'est entre-temps réorganisée sous le nom de Coalition for Fair Lumber Imports (CFLI), revient à la charge. La montée des sentiments protectionnistes au Capitole lui offre l'occasion de manifester son opposition à sa rivale canadienne.

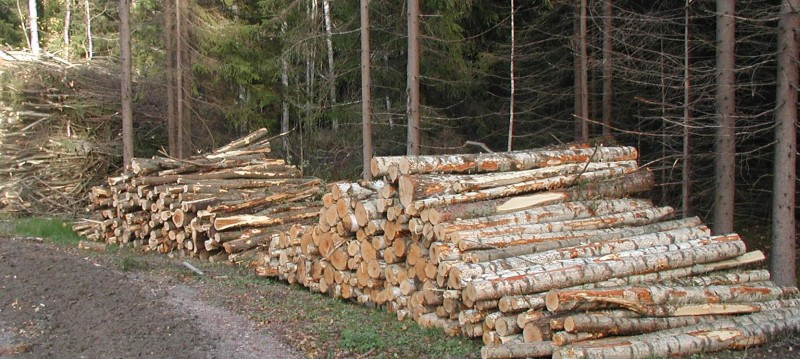
Billes de bois destinées à être transformées.

### Deuxième ronde: 1986
Le 19 mai 1986, la CFLI présente une nouvelle requête aux autorités concernées. Forte de l'appui d'un Sénat qui menace de ne pas accorder à Reagan le fast-track qu'il réclame pour entamer les négociations entourant l'Accord de libre-échange (ALE), la coalition exige des droits compensateurs de 27 %. Et bien que sa preuve soit sensiblement demeurée la même, l'ITA se rend cette fois-ci aux arguments de l'industrie américaine. Le 16 octobre, elle fait connaître sa décision préliminaire : les droits de coupe imposés par les provinces canadiennes représentent une subvention de l'ordre de 15 %. L'intégration entre les entreprises de pâte et papier et de bois d'œuvre est si grande, aux dires de l'ITA, qu'elles ne peuvent être considérées comme deux industries distinctes. Le nombre de bénéficiaires s'en trouvant restreint, les droits de coupe ne sont plus que l'apanage d'un groupe privilégié ou, pour employer le jargon propre au DOC, d'un groupe spécifique.
Pour juger du caractère préférentiel relatif aux droits de coupe, l'ITA s'arrête ensuite au troisième test de l'appendice adopté à la suite de la révision forcée de son verdict sur les importations de noir de carbone (voir Critère permettant d'établir l'existence d'une subvention). En comparant les droits de coupe à ce qu'il en coûte réellement à l'État - par exemple en frais de reforestation - pour offrir pareils tarifs, l'ITA trouve quatre provinces coupables d'accorder un avantage comparatif aux producteurs de bois d'œuvre :
[They] do not recover the costs of providing standing timber to stumpage holders; expenditures directly related to commercial timber harvesting exceed directly related revenues (…) Therefore, we preliminarily determine that the provincial stumpage programs of Alberta, British Columbia, Ontario and Quebec involve the provision of goods at preferential rates.
De son côté, l'ITC, appuyée d'ailleurs par la Maison-Blanche, recommande l'instauration de droits compensateurs de l'ordre de 35 %. Cette fois, les décisions des deux agences se rejoignent. Devant une situation aussi équivoque, les acteurs canadiens, qui jusque-là s'étaient contentés d'asseoir leur défense sur le verdict de 1983, s'engagent dans un blitz de négociations. Des émissaires sont dépêchés à Washington, mais déjà ils ne sont plus en mesure d'imposer leur version des faits. Par une réduction volontaire de ses exportations, le Canada règle in extremis la deuxième manche du conflit.

#### Protocole d'entente de 1986
48 heures avant la fin de l'année, au moment même où l'ITA allait rendre sa décision finale, les gouvernements canadien et américain parviennent à résoudre leurs différends. Tandis que le Canada accepte de prélever une taxe de 15 % sur ses exportations, les États-Unis, en contrepartie, consentent à mettre fin aux procédures entourant l'instauration de droits compensateurs. La pétition de la CFLI est par conséquent retirée.
Si le scénario de 1986 est beaucoup moins favorable au Canada, l'intensification des pourparlers, en fin de course, lui a permis d'éviter le pire ; d'une part, la taxe étant prélevée par Ottawa, et non l'inverse, elle permet de conserver cette source de revenus en territoire canadien ; d'autre part, une action unilatérale des États-Unis dans le domaine des ressources naturelles eût créé un dangereux précédent pour la suite des relations commerciales entre les deux pays.
Le Protocole d'entente de 1986 apparaît également comme un moindre mal en ce sens que la taxe exigée se situe à 12 points en deçà des 27 % réclamés par l'industrie américaine. Aussi a-t-il le mérite, en accord avec la Constitution canadienne, de respecter le champ de compétences des provinces en matière de ressources naturelles. Selon qu'elles veulent introduire des « mesures de remplacement » à leur régime forestier, en augmentant par exemple les droits de coupe, les provinces ont la possibilité de s'approprier, en tout ou en partie, la taxe fédérale.
Cinq ans plus tard, Ottawa se prévaut à son tour des pouvoirs qui lui sont conférés par la Constitution lorsque, sans consulter les provinces, elle met unilatéralement fin au protocole.

### Troisième ronde: 1991-96

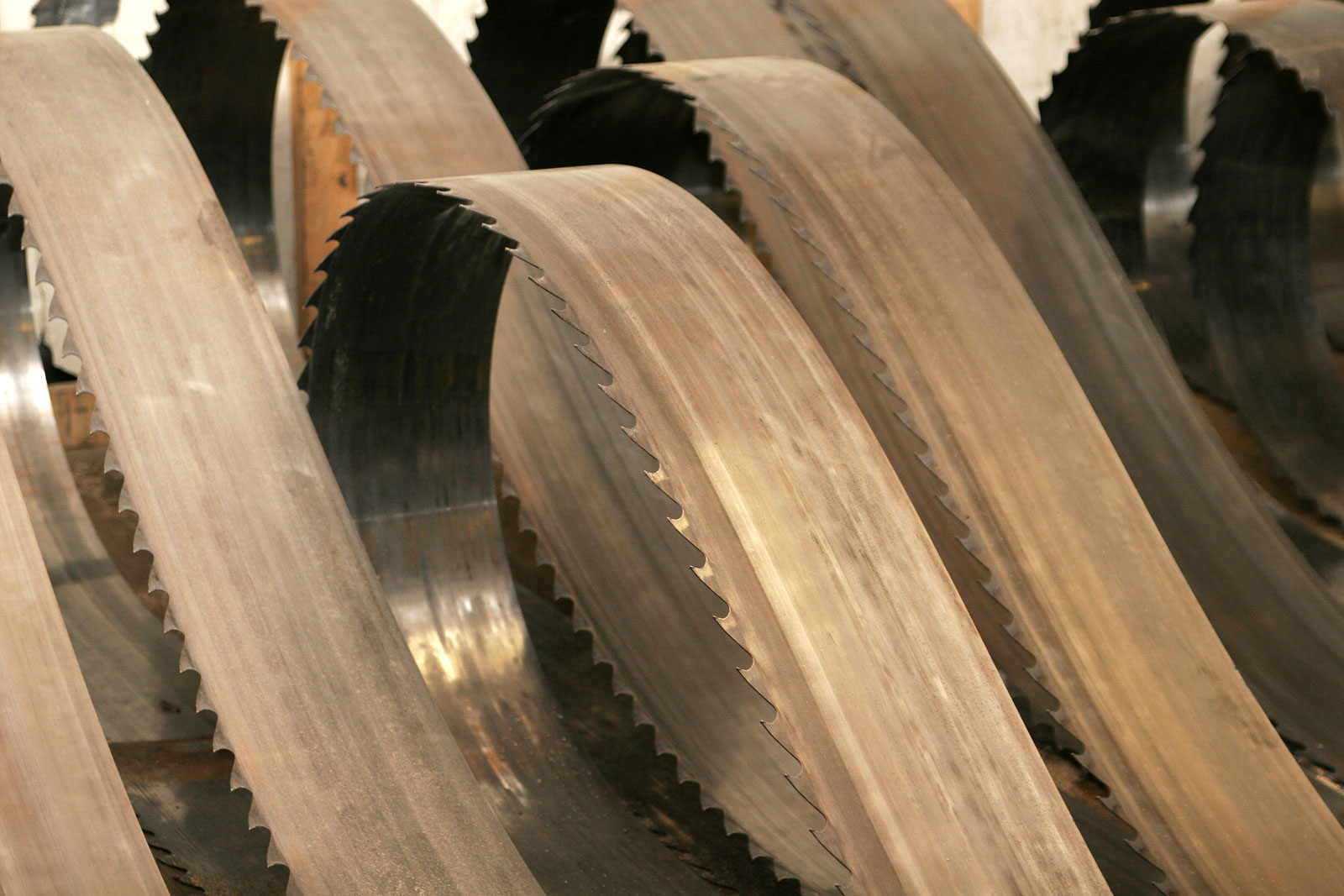
Scies employées dans les usines de bois.

C'est en recourant à son pouvoir discrétionnaire en matière de commerce international que le gouvernement fédéral, en accord avec l'entente de 1986, signale son intention de se retirer du protocole dans un délai de 30 jours. Basant sa décision sur l'augmentation des droits de coupe dans les provinces de Québec et de la Colombie-Britannique, la situation ne justifie plus, selon Ottawa, le maintien d'une taxe à l'exportation. Dès la fin du préavis, l'administration américaine riposte en prélevant d'elle-même des droits de 15 % sur les importations de l'Alberta, de la Saskatchewan, du Manitoba et de l'Ontario, provinces qui n'avaient mis en place aucune mesure de remplacement.
Moins d'un mois après la cessation du protocole, le département du Commerce ouvre de son propre chef une enquête sur les droits compensateurs. Le 28 mai 1992, l'ITA fait connaître sa décision finale, suivie de près par l'ITC : un tarif douanier de 6,51 % sera prélevé sur les importations de bois d'œuvre en provenance du Canada, hormis les provinces Maritimes.
En août, en vertu de l'Accord de libre-échange implanté depuis la dernière dispute, Ottawa en appelle devant un tribunal d'arbitrage. Un panel binational est chargé d'éclaircir la situation. Pour cause d'une preuve mal étayée, il renvoie par deux fois sa décision au département du Commerce. Incapable d'en démontrer le fondement juridique, le DOC se voit contraint d'abandonner ses représailles.
Non satisfait de la tournure des événements, le représentant au Commerce des États-Unis évoque l'article 1904 de l'ALE afin qu'un comité pour contestation extraordinaire se prononce sur l'apparence de conflits d'intérêts au sein du panel. Encore une fois, le Canada en sort gagnant. Dans une décision partagée, le comité pour contestation extraordinaire dément l'allégation de conflits d'intérêts, ce qui n'est pas, comme le fait remarquer un de ses membres, sans créer quelques remous : « Étant donné que les deux membres canadiens du comité forment la majorité et que le membre américain exprime un avis contraire, on sera toujours tenté d'interpréter la décision du comité comme une décision motivée par l'intérêt national. »
Tous ses recours étant néanmoins épuisés, Washington s'y soumet, et le 16 août 1994, elle rembourse aux producteurs canadiens les quelque 800 millions US$ prélevés en droits compensateurs. Du coup, le Canada accepte la tenue de consultations bilatérales sur le commerce du bois d'œuvre.

#### Premier accord sur le bois d'œuvre résineux
Le 29 mai 1996, Canadiens et Américains concluent un accord d'une durée de cinq ans, c'est le premier « Accord sur le bois d'œuvre résineux ». Cette fois, un système de quotas est imposé aux importations en provenance de la Colombie-Britannique, de l'Alberta, de l'Ontario et du Québec. L'industrie de ces provinces se voie exemptée de tout tarif sur les premiers 14,7 milliards de pieds-planche (MPP) qu'elle destine au marché américain. Au-delà de cette limite, chaque millier de pieds-planche supplémentaire se voit taxé de 50 US$, jusqu'à concurrence de 15,35 MPP. Par la suite, chaque millier de pieds-planche entraîne une redevance de 100 US$.
Selon la table d'allocation plus tard définie par le ministère du Commerce international, les quatre provinces touchées par l'entente reçoivent une part des premiers milliards de pieds-planche équivalente au poids de leur industrie ; la Colombie-Britannique, avec ses 8,673 MPP, se taille la part du lion (59 %), tandis que l'Alberta, l'Ontario et le Québec s'arrachent respectivement 7,7 %, 10,3 % et 23 % des 14,7 MPP exonérés.
Puis, comme ce fut le cas pour le Protocole d'entente de 1986, toute taxe perçue sur les volumes de bois exportés tombe sous la coupe du gouvernement fédéral qui, en retour, s'engage à retourner aux provinces les suppléments versés par leurs propres entreprises. Aussi les États-Unis assurent-ils, de leur côté, que le bois d'œuvre canadien ne fera l'objet d'aucune enquête pendant les cinq prochaines années. L'accalmie sera cependant de courte durée puisque bien avant qu'il n'expire, les deux parties font savoir qu'elles n'entendent pas reconduire le traité.

### Quatrième ronde: 2001-2006

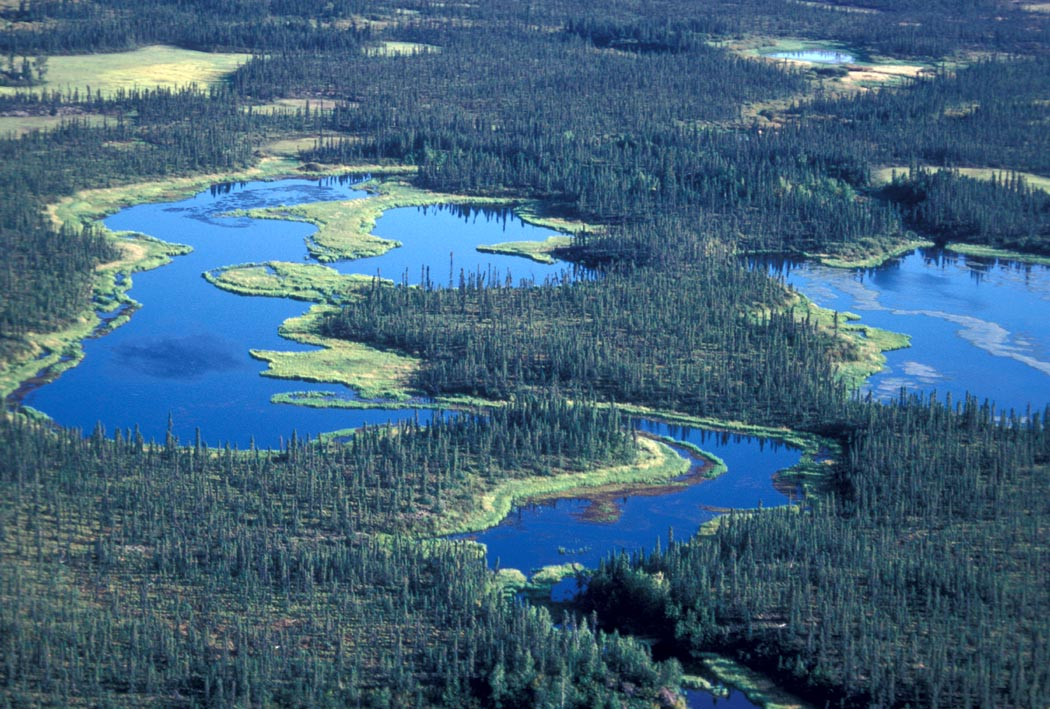
Vue aérienne sur la forêt boréale

Le 31 mars 2001, l'Accord canado-américain sur le bois d'œuvre résineux arrive à échéance. La quatrième ronde est aussitôt enclenchée. Le 2 avril, la CFLI dépose une requête devant le DOC. En plus d'exiger l'instauration de droits compensateurs de 40 %, la coalition réclame cette fois l'imposition de droits antidumping oscillant entre 28 % et 38 %. Non seulement l'industrie canadienne est-elle accusée de voir sa production subventionnée mais elle se rend coupable, d'après la CFLI, d'écouler ses stocks en deçà du prix coûtant.

« Petitioners (...) allege that by reason of such less-than-fair-value and subsidized imports from Canada, the domestic industry is being injured, and is threatened with and is likely to be materially injured. Petitioners therefore request that the Secretary initiate antidumping and countervailing duty investigations. »

Le 9 août, l'ITA rend sa décision préliminaire : les importations canadiennes sont subventionnées à hauteur de 19,31 %. L'ITC ayant rendu une détermination préliminaire abondant dans le même sens, l'administration américaine se sent légitimée de prélever, dès août 2001, une taxe provisoire de 19,3 %. De surcroît, le 30 octobre, le DOC souscrit aux allégations de dumping ; dans sa décision préliminaire, il fixe des droits antidumping de 12,58 %, ce qui totalise un tarif douanier de 31,88 %.
Tandis que le ministère du Commerce international en appelle de ces décisions devant l'OMC et le tribunal de l'ALÉNA, le département du Commerce rend ses déterminations finales. Le 21 mars 2002, il chiffre la subvention accordée à l'industrie canadienne à 19,34 %, cependant que ses pratiques de dumping sont établies à 9,67 % au-dessous du prix de revient.
La décision finale de l'ITC, elle, donne lieu à des sentiments contradictoires parmi les producteurs. Bien qu'elle se range derrière l'ITA, la commission estime que les pratiques canadiennes n'ont pas causé de dommages à l'industrie américaine, mais qu'elles constituent une « menace de préjudice ». Par conséquent, les entreprises canadiennes sont libérées des obligations (2 milliards $CAN) contractées depuis la reprise du conflit. Néanmoins, elles doivent désormais assumer un droit tarifaire de 27,2 % en attendant qu'un règlement ne survienne.
Dans un communiqué daté du 19 juillet 2002, l'OMC rend une décision préliminaire en faveur du Canada. « [L]e département du commerce des États-Unis, peut-on y lire, a ouvert une enquête sur la base d'une demande qui ne comportait pas d'éléments de preuve suffisants de l'existence (…) d'un lien de causalité entre les importations subventionnées et le dommage allégué. » Qui plus est, l'institution supranationale remet en doute la légalité même des enquêtes menées par le DOC. De l'avis du panel saisi de l'affaire, cette démarche contrevient à l'Accord sur les subventions et les mesures compensatoires (Accord SMC), de même qu'à l'article VI du GATT de 1994.

#### Deuxième accord sur le bois d'œuvre résineux
Le 1er septembre 2006, le Canada et les États-Unis signent une proposition d'accord commercial, c'est le deuxième « Accord sur le bois d'œuvre résineux », qui est également appelé « accord canado-américain sur le bois d'œuvre prolongé ». Cet accord, renouvelable après 7 ans, s'étend sur 50 pages et s'appliquerait jusqu'en 2013. Dans le cadre de cet accord, les entreprises frappées du droit de douane récupèrent 4 des 5 milliards USD versés aux autorités américaines, alors que leurs concurrents américains reçoivent environ 500 millions USD. De son côté, le Canada impose une taxe à la frontière lorsque le prix du bois d'œuvre descend sous un certain seuil.
Le 6 septembre 2006, le Canada a accepté des changements de dernière minute qui rendent l'entente moins avantageuse pour celui-ci. En effet, les quotas à l'exportation sont calculés sur une base mensuelle, ce qui est moins avantageux pour une industrie œuvrant dans un climat septentrional. Ces quotas touchent aussi l'industrie de deuxième transformation (portes et fenêtres, par exemple), qui était exemptée auparavant.
Le 12 septembre 2006, plusieurs provinces et associations commerciales se prononcent contre les termes de l'accord. En conséquence, l'accord risque de ne pas se réaliser, faute d'obtenir suffisamment d'appui de la part de plusieurs acteurs importants de l'industrie.
Le 22 septembre 2006, un tribunal de l'ALÉNA rend un jugement en faveur du Canada.